# Monsterroller

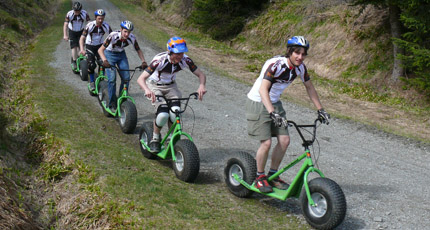
Monsterroller in Aktion

Der Monsterroller ist ein Sportgerät aus dem Bereich des Funsports/Extremsports. Der überdimensionierte Tretroller mit Scheibenbremsen kennzeichnet sich vor allem durch seine stollenbereiften Ballonräder aus, die für maximalen Grip bei gleichzeitig maximaler Dämpfung sorgen. Der Roller wiegt ca. 20 kg. In der Schweiz werden sie auch Trottinett genannt.

## Einsatzgebiete
Bereifung, Bremsen und das hohe Trittbrett machen den Monsterroller zum Downhill-Roller. Gefahren wird ausschließlich bergab. Gerade in Skigebieten bietet diese Sportart deshalb im Sommer auch eine neue Einnahmequelle für Lift- und Bergbahnbetreiber. Gefahren wird bevorzugt auf Wald- und Radwegen die mindestens 2 m breit sind um ein passieren von Entgegenkommenden zu ermöglichen. Selbst steiniges und hügeliges Gelände kann problemlos befahren werden. Das Gerät ist auch für Sprünge, Drifts oder Stunt-Brakes geeignet. Fahren in der Ebene oder bergauf verlangt hingegen hohen Krafteinsatz.

## Verwandte Sportgeräte
Allgemein gehört der Monsterroller zur Familie der Downhill-Roller, die in ihrer Bauweise an Downhill-Bikes im Allgemeinen angelehnt sind.
Hierzu zählen auch die Cross-Country-Roller, die mit kürzerem Radabstand und weniger Gewicht leichter in der Ebene zu fahren sind. Mountaincarts sind einem Go-Kart ähnlich und können auch 3 Räder haben
In ähnlicher Weise lassen sich auch die luftbereiften Mountainboards oder Grassboards einsetzen, die in ihrer Form eher an ein Skateboard angelehnt sind.
Auch eine Version eines luftbereiften Rennschlittens (Hillracer Cross) ist bereits auf dem Markt.

## Sicherheit
Zum Tragen eines Helms ist bei Downhill-Sport zwingend zu raten. Sofern offizielle Rad- und Wanderwege zur Abfahrt genutzt werden, ist mindestens ein Fahrradhelm zu tragen. Auch der Einsatz von Protektoren ist sinnvoll. Für den Straßenverkehr ist das Gerät nicht geeignet.